# Young Sheldon
Young Sheldon (cách điệu hóa là young Sheldon) là một bộ phim hài truyền hình Mỹ trên kênh CBS được tạo ra bởi Chuck Lorre và Steven Molaro. Series phim này là một spin-off tiền truyện của The Big Bang Theory và theo sau nhân vật Sheldon Cooper vào lúc chín tuổi, sống cùng gia đình của mình tại Đông Texas và đang đi học. Iain Armitage đóng vai Sheldon lúc còn nhỏ, cùng với Zoe Perry, Lance Barber, Montana Jordan, Raegan Revord, và Annie Potts. Jim Parsons, diễn viên đóng vai Sheldon Cooper trưởng thành trong The Big Bang Theory, là người dẫn phim và đóng vai trò là giám đốc sản xuất của bộ phim.
Việc phát triển của series tiền truyện này bắt đầu vào tháng 11 năm 2016, từ một ý tưởng ban đầu mà Parsons truyền lại cho các nhà sản xuất của The Big Bang Theory.Tháng 3 sau đó, Armitage và Perry được phân vai, và series được yêu cầu bởi CBS. Series ra mắt lần đầu dưới dạng một bản xem trước đặc biệt vào ngày 25 tháng 9 năm 2017, và hai ngày sau, CBS chọn series cho một mùa đầy đủ gồm 22 tập. Vào ngày 2 tháng 11 năm 2017, các tập phim mới bắt đầu lên sóng hàng tuần. Vào tháng 1 năm 2018, CBS yêu cầu mùa thứ hai, bắt đầu phát sóng vào ngày 24 tháng 9 năm 2018.

## Tiền đề
Lấy bối cảnh năm 1989, bộ phim theo chân Sheldon Cooper 9 tuổi khi cậu nhập học trung học phổ thông tại thị trấn giả tưởng mang tên Medford, Texas, và cố gắng hòa nhập vào thế giới xung quanh cậu trong khi gia đình và bạn bè cậu cố gắng đối phó với trí thông minh độc nhất vô nhị và những thách thức về mặt xã hội của cậu.

## Vai diễn và nhân vật

### Nhân vật chính
- Iain Armitage trong vai Sheldon Cooper, một thần đồng 9 tuổi với một "bộ óc ngàn năm có đủ khả năng cho toán và khoa học cao cấp". Dù cậu xuất chúng trong tất cả các loại toán và khoa học, cậu có vẻ như thích vật lý lý thuyết hơn, tuyên bố rằng cậu sẽ theo đuổi lĩnh vực này gần như cùng lúc khi bộ phim bắt đầu. Tuy là thiên tài về mặt học thuật, Sheldon không hiểu một chút nào về các hành vi và cách xử lí thích hợp ngoài xã hội, cộng thêm cậu luôn có cảm giác mình vượt trội hơn mọi người xung quanh mình do trí thông minh của cậu. Sheldon có thiên hướng tự đi trên con đường của mình kể cả nếu cậu có gặp rắc rối dọc đường. Dẫu sao, Sheldon vẫn yêu thương gia đình mình và gần như lúc nào trái tim cậu cũng đi đúng hướng.[3][4]
- Zoe Perry trong vai Mary Cooper, mẹ của Sheldon. Bà rất bảo vệ và kiên nhẫn với Sheldon nhưng đồng thời đôi lúc cũng chật vật trong việc hiểu cậu. Bà là một người theo đạo Tin Lành đầy tận tụy, do đó có bất đồng với việc Sheldon là một người theo chủ nghĩa vô thần. Dẫu sao thì, bà vẫn yêu con trai mình hết mực và muốn bảo vệ cậu lâu nhất có thể.[4]
- Lance Barber trong vai George Cooper Sr., cha của Sheldon và là huấn luyện viên trưởng của đội bóng bầu dục tại trường phổ thông Medford. Dù thường đưa ra những lời khuyên đầy lý trí, George không phải là thành viên thông minh nhất của gia đình, dẫn tới các thành viên khác, đặc biệt là Meemaw, nghi ngờ rằng ông không phải là cha của Sheldon. Trong khi ông có thể chật vật trong việc hiểu đứa con thông minh xán lạn của mình, George là một người cha đầy yêu thương và đã bảo vệ Sheldon trong nhiều dịp, được Sheldon hết mực yêu quý và kính trọng.[2][3]
- Montana Jordan trong vai George "Georgie" Cooper Jr., anh trai của Sheldon. Là một thanh thiếu niên bình thường, có phần hơi ngỗ ngịch trong tuổi mới lớn. Tuy nhiên, cậu là người hay trêu chọc các em tuy nhiên vẫn rất yêu thương các em Cậu thì không quá thông minh và do đó thường bị nói đểu và trêu chọc bởi cả nhà, nhất là Sheldon và Meemaw. Cho dù bên ngoài cậu tự tin về chính mình, nhưng bên trong Georgie ẩn chứa những bất an về chính mình. Cậu theo học trường trung học Medford cùng với Sheldon và chơi trong đội bóng bầu dục.[2][3]
- Raegan Revord trong vai Missy Cooper, em gái sinh đôi của Sheldon. Missy cũng trêu chọc Sheldon cùng với Georgie nhưng không nhiều bằng. Tuy không có trí thông minh như của Sheldon nhưng Missy nhận thức rất nhanh. Dù không phải lúc nào cũng hòa thuận với Sheldon, Missy coi người anh trai sinh đôi của mình là một người bạn và đã thừa nhận rằng mình không cảm thấy trọn vẹn nếu không có cậu ấy.[2]
- Annie Potts trong vai Connie "Meemaw" Tucker, bà ngoại của Sheldon. Bà rất thân thiết với Mary và các cháu của bà nhưng không hề đề cao George và thường trêu chọc ông. Bà là người nhẫn nại và thấu hiểu nhất đối với những hành động của Sheldon và khuyên Mary tin tưởng rằng Sheldon sẽ tìm được con đường của riêng mình.[5]

## Tập phim

### Mùa 1 (2017–18)
| TT. tổng thể | TT. trong mùa phim | Tiêu đề                                                      | Đạo diễn        | Biên kịch | Ngày phát hành gốc   | Mã sản xuất | Người xem tại Mỹ (triệu) |
| ------------ | ------------------ | ------------------------------------------------------------ | --------------- | --- | -------------------- | ----------- | ------------------------ |
| 1            | 1                  | "Pilot"                                                      | Jon Favreau     | Chuck Lorre & Steve Molaro                                                                                           | 25 tháng 9 năm 2017  | T12.15551   | 17.21                    |
| 2            | 2                  | "Rockets, Communists, and the Dewey Decimal System"          | Michael Zinberg | Chuck Lorre & Steven Molaro                                                                                          | 2 tháng 11 năm 2017  | T12.15552   | 12.66                    |
| 3            | 3                  | "Poker, Faith, and Eggs"                                     | Michael Zinberg | Cốt truyện : Damir Konjicija & Dario Konjicija Kịch bản : Chuck Lorre & Steven Molaro                                | 9 tháng 11 năm 2017  | T12.15553   | 12.39                    |
| 4            | 4                  | "A Therapist, a Comic Book, and a Breakfast Sausage"         | Jaffar Mahmood  | Cốt truyện : Chuck Lorre & Steven Molaro Kịch bản : Rob Ulin & Dave Bickel                                           | 16 tháng 11 năm 2017 | T12.15554   | 11.83                    |
| 5            | 5                  | "A Solar Calculator, a Game Ball, and a Cheerleader's Bosom" | Chris Koch      | Cốt truyện : Chuck Lorre & Steven Molaro Kịch bản : Damir Konjicija & Dario Konjicija                                | 23 tháng 11 năm 2017 | T12.15555   | 11.43                    |
| 6            | 6                  | "A Patch, a Modem, and a Zantac®"                            | Don Scardino    | Cốt truyện : Chuck Lorre & Steven Molaro Kịch bản : Anthony Gioe & Nick Mandernach                                   | 30 tháng 11 năm 2017 | T12.15556   | 12.11                    |
| 7            | 7                  | "A Brisket, Voodoo, and Cannonball Run"                      | Mark Cendrowski | Cốt truyện : Nick Bakay Kịch bản : Chuck Lorre & Steven Molaro                                                       | 7 tháng 12 năm 2017  | T12.15557   | 12.49                    |
| 8            | 8                  | "Cape Canaveral, Schrödinger's Cat, and Cyndi Lauper's Hair" | Howie Deutch    | Cốt truyện : Chuck Lorre & Steven Molaro Kịch bản : David Bickel                                                     | 14 tháng 12 năm 2017 | T12.15558   | 11.64                    |
| 9            | 9                  | "Spock, Kirk, and Testicular Hernia"                         | Peter Lauer     | Chuck Lorre & Steven Molaro                                                                                          | 21 tháng 12 năm 2017 | T12.15559   | 11.32                    |
| 10           | 10                 | "An Eagle Feather, a String Bean, and an Eskimo"             | Rebecca Asher   | Cốt truyện : Chuck Lorre & Steven Molaro Kịch bản : Rob Ulin & David Bickel                                          | 4 tháng 1 năm 2018   | T12.15560   | 14.70                    |
| 11           | 11                 | "Demons, Sunday School, and Prime Numbers"                   | Howie Deutch    | Cốt truyện : Chuck Lorre & Steven Molaro Kịch bản : Chuck Lorre & Steven Molaro & Eric Kaplan                        | 11 tháng 1 năm 2018  | T12.15561   | 14.17                    |
| 12           | 12                 | "A Computer, a Plastic Pony, and a Case of Beer"             | Richie Keen     | Cốt truyện : Chuck Lorre & Steven Molaro Kịch bản : Chuck Lorre & Steven Molaro & Tara Hernandez                     | 18 tháng 1 năm 2018  | T12.15562   | 13.33                    |
| 13           | 13                 | "A Sneeze, Detention, and Sissy Spacek"                      | Howie Deutch    | Cốt truyện : Chuck Lorre & Steven Molaro Kịch bản : Eric Kaplan & Jeremy Howe                                        | 1 tháng 2 năm 2018   | T12.15563   | 12.92                    |
| 14           | 14                 | "Potato Salad, a Broomstick, and Dad's Whiskey"              | Howie Deutch    | Chuck Lorre & Steven Molaro & Tara Hernandez                                                                         | 1 tháng 3 năm 2018   | T12.15564   | 12.42                    |
| 15           | 15                 | "Dolomite, Apple Slices, and a Mystery Woman"                | Mark Cendrowski | Cốt truyện : Chuck Lorre & Steven Molaro Kịch bản : Chuck Lorre & Steven Molaro & Tara Hernandez                     | 8 tháng 3 năm 2018   | T12.15565   | 12.52                    |
| 16           | 16                 | "Killer Asteroids, Oklahoma, and a Frizzy Hair Machine"      | Howie Deutch    | Cốt truyện : Chuck Lorre & Steven Molaro Kịch bản : Steven Molaro                                                    | 29 tháng 3 năm 2018  | T12.15566   | 11.91                    |
| 17           | 17                 | "Jiu-Jitsu, Bubble Wrap, and Yoo-Hoo"                        | Jaffar Mahmood  | Cốt truyện : Chuck Lorre & Steven Molaro Kịch bản : Tara Hernandez & Jeremy Howe                                     | 5 tháng 4 năm 2018   | T12.15567   | 11.66                    |
| 18           | 18                 | "A Mother, A Child, and a Blue Man's Backside"               | Jaffar Mahmood  | Cốt truyện : Chuck Lorre & Steven Molaro & Teagan Wall Kịch bản : David Bickel & Damir Konjicija & Dario Konjicija   | 12 tháng 4 năm 2018  | T12.15568   | 11.70                    |
| 19           | 19                 | "Gluons, Guacamole, and the Color Purple"                    | Alex Reid       | Chuck Lorre & Steven Molaro & Tara Hernandez                                                                         | 19 tháng 4 năm 2018  | T12.15569   | 11.67                    |
| 20           | 20                 | "A Dog, A Squirrel, and a Fish Named Fish"                   | Jaffar Mahmood  | Cốt truyện : Damir Konjicija & Dario Konjicija & Teagan Wall Kịch bản : Chuck Lorre & Steven Molaro & David Bickel   | 26 tháng 4 năm 2018  | T12.15570   | 11.15                    |
| 21           | 21                 | "Summer Sausage, a Pocket Poncho, and Tony Danza"            | Alex Reid       | Cốt truyện : Steven Molaro & Eric Kaplan & Stacey Pulwer Kịch bản : Chuck Lorre & Tara Hernandez & Connor Kilpatrick | 3 tháng 5 năm 2018   | T12.15571   | 11.67                    |
| 22           | 22                 | "Vanilla Ice Cream, Gentleman Callers, and a Dinette Set"    | Jaffar Mahmood  | Cốt truyện : Jeremy Howe & Damir Konjicija & Dario Konjicija Kịch bản : Chuck Lorre & Steven Molaro & Eric Kaplan    | 10 tháng 5 năm 2018  | T12.15572   | 12.44                    |

### Mùa 2 (2018)
| TT. tổng thể | TT. trong mùa phim | Tiêu đề                                                 | Đạo diễn        | Biên kịch | Ngày phát hành gốc   | Mã sản xuất | Người xem tại U.S. (triệu) |
| ------------ | ------------------ | ------------------------------------------------------- | --------------- | --- | -------------------- | ----------- | -------------------------- |
| 23           | 1                  | "A High-Pitched Buzz and Training Wheels"               | Jaffar Mahmood  | Cốt truyện : Chuck Lorre & Steve Molaro Kịch bản : David Bickel & Eric Kaplan & Jeremy Howe                           | 24 tháng 9 năm 2018  | T12.16053   | 10.58                      |
| 24           | 2                  | "A Rival Prodigy and Sir Isaac Neutron"                 | Mark Cendrowski | Cốt truyện : Chuck Lorre & Steven Molaro & David Bickel Kịch bản : Damir Konjicija & Dario Konjicija & Tara Hernandez | 27 tháng 9 năm 2018  | T12.16052   | 10.21                      |
| 25           | 3                  | "A Crisis of Faith and Octopus Aliens"                  | Jaffar Mahmood  | Cốt truyện : Chuck Lorre & David Bickel & Eric Kaplan Kịch bản : Steven Molaro & Maria Ferrari & Jeremy Howe          | 4 tháng 10 năm 2018  | T12.16051   | 10.68                      |
| 26           | 4                  | "A Financial Secret and Fish Sauce"                     | Jonathan Judge  | Cốt truyện : Chuck Lorre & David Bickel & Jeremy Howe Kịch bản : Steven Molaro & Damir Konjicija & Dario Konjicija    | 11 tháng 10 năm 2018 | T12.16054   | 11.18                      |
| 27           | 5                  | "A Research Study and Czechoslovakian Wedding Pastries" | Jude Weng       | Cốt truyện : Steven Molaro & Damir Konjicija & Dario Konjicija Kịch bản : Chuck Lorre & David Bickel & Eric Kaplan    | 18 tháng 10 năm 2018 | T12.16055   | 11.00                      |
| 28           | 6                  | "Seven Deadly Sins and a Small Carl Sagan"              | Chris Koch      | Cốt truyện : Chuck Lorre & David Bickel & Jeremy Howe Kịch bản : Chuck Lorre & Eric Kaplan & Connor Kilpatrick        | 25 tháng 10 năm 2018 | T12.16056   | 10.96                      |
| 29           | 7                  | "Carbon Dating and a Stuffed Raccoon"                   | Rebecca Asher   | Cốt truyện : Chuck Lorre & Damir Konjicija & Dario Konjicija Kịch bản : Steven Molaro & Eric Kaplan & Tara Hernandez  | 1 tháng 11 năm 2018  | TBA         | 11.07                      |
| 30           | 8                  | "An 8-Bit Princess and a Flat Tire Genius"              | Jaffar Mahmood  | Cốt truyện : Chuck Lorre & Damir Konjicija & Dario Konjicija Kịch bản : Steven Molaro & David Bickel & Tara Hernandez | 8 tháng 11 năm 2018  | TBA         | 11.00                      |
| 31           | 9                  | "Family Dynamics and a Red Fiero"                       | Alex Reid       | Cốt truyện : Steven Molaro & Maria Ferrari & Tara Hernandez Kịch bản : Chuck Lorre & Eric Kaplan & Jeremy Howe        | 15 tháng 11 năm 2018 | TBA         | TBD                        |

## Tiếp nhận

### Đánh giá

#### Mùa 1 (2017–18)
| No. | Tiêu đề                                                      | Ngày phát sóng            | Rating/share (18–49) | Người xem (triệu) | DVR (18–49) | Người xem DVR (triệu) | Tổng (18–49) | Tổng người xem (triệu) |
| --- | ------------------------------------------------------------ | ------------------------- | -------------------- | ----------------- | ----------- | --------------------- | ------------ | ---------------------- |
| 1   | "Pilot"                                                      | ngày 25 tháng 9 năm 2017  | 3.8/13               | 17.21             | 1.7         | 5.25                  | 5.5          | 22.46                  |
| 2   | "Rockets, Communists, and the Dewey Decimal System"          | ngày 2 tháng 11 năm 2017  | 2.2/8                | 12.66             | 1.1         | 3.89                  | 3.3          | 16.74                  |
| 3   | "Poker, Faith, and Eggs"                                     | ngày 9 tháng 11 năm 2017  | 2.2/8                | 12.39             | 1.2         | 4.07                  | 3.4          | 16.47                  |
| 4   | "A Therapist, a Comic Book, and a Breakfast Sausage"         | ngày 16 tháng 11 năm 2017 | 2.0/8                | 11.83             | 1.2         | 3.54                  | 3.2          | 15.37                  |
| 5   | "A Solar Calculator, a Game Ball, and a Cheerleader's Bosom" | ngày 23 tháng 11 năm 2017 | 2.6/11               | 11.43             | 1.3         | 4.10                  | 3.9          | 15.53                  |
| 6   | "A Patch, a Modem, and a Zantac"                             | ngày 30 tháng 11 năm 2017 | 2.1/8                | 12.11             | 1.0         | 3.60                  | 3.1          | 15.71                  |
| 7   | "A Brisket, Voodoo and Cannonball Run"                       | ngày 7 tháng 12 năm 2017  | 2.2/8                | 12.49             | 1.1         | 3.71                  | 3.3          | 16.20                  |
| 8   | "Cape Canaveral, Schrödinger's Cat, and Cyndi Lauper's Hair" | ngày 14 tháng 12 năm 2017 | 2.0/8                | 11.64             | —           | —                     | —            | —                      |
| 9   | "Spock, Kirk, and Testicular Hernia"                         | ngày 21 tháng 12 năm 2017 | 1.8/8                | 11.32             | —           | —                     | —            | —                      |
| 10  | "An Eagle Feather, a String Bean, and an Eskimo"             | ngày 4 tháng 1 năm 2018   | 2.6/10               | 14.70             | 1.1         | 3.73                  | 3.7          | 18.43                  |
| 11  | "Demons, Sunday School, and Prime Numbers"                   | ngày 11 tháng 1 năm 2018  | 2.6/10               | 14.17             | 1.1         | 3.81                  | 3.7          | 17.99                  |
| 12  | "A Computer, a Plastic Pony, and a Case of Beer"             | ngày 18 tháng 1 năm 2018  | 2.4/9                | 13.33             | 1.2         | 4.04                  | 3.6          | 17.37                  |
| 13  | "A Sneeze, Detention, and Sissy Spacek"                      | ngày 1 tháng 2 năm 2018   | 2.3/9                | 12.92             | 1.3         | 4.03                  | 3.6          | 16.95                  |
| 14  | "Potato Salad, a Broomstick, and Dad's Whiskey"              | ngày 1 tháng 3 năm 2018   | 2.1/8                | 12.42             | 1.3         | 4.30                  | 3.4          | 16.72                  |
| 15  | "Dolomite, Apple Slices, and a Mystery Woman"                | ngày 8 tháng 3 năm 2018   | 2.1/9                | 12.52             | 1.2         | 4.09                  | 3.3          | 16.61                  |
| 16  | "Killer Asteroids, Oklahoma, and a Frizzy Hair Machine"      | ngày 29 tháng 3 năm 2018  | 2.0/9                | 11.91             | 1.2         | 4.06                  | 3.2          | 15.97                  |
| 17  | "Jiu-Jitsu, Bubble Wrap, and Yoo-Hoo"                        | ngày 5 tháng 4 năm 2018   | 1.9/8                | 11.66             | 1.2         | 4.02                  | 3.1          | 15.69                  |
| 18  | "A Mother, A Child, and a Blue Man's Backside"               | ngày 12 tháng 4 năm 2018  | 1.9/8                | 11.70             | 1.1         | 3.67                  | 3.0          | 15.37                  |
| 19  | "Gluons, Guacamole, and the Color Purple"                    | ngày 19 tháng 4 năm 2018  | 1.9/8                | 11.67             | 1.1         | 3.89                  | 3.0          | 15.56                  |
| 20  | "A Dog, A Squirrel, and a Fish Named Fish"                   | ngày 26 tháng 4 năm 2018  | 1.8/7                | 11.15             | 1.0         | 3.62                  | 2.8          | 14.78                  |
| 21  | "Summer Sausage, a Pocket Poncho, and Tony Danza"            | ngày 3 tháng 5 năm 2018   | 1.9/8                | 11.67             | 1.2         | 3.76                  | 3.1          | 15.44                  |
| 22  | "Vanilla Ice Cream, Gentleman Callers, and a Dinette Set"    | ngày 10 tháng 5 năm 2018  | 2.2/9                | 12.44             | 1.1         | 3.96                  | 3.3          | 16.41                  |

#### Mùa 2 (2018)
| No. | Tiêu đề                                                 | Ngày phát sóng            | Rating/share (18–49) | Người xem (triệu) | DVR (18–49) | Người xem DVR (triệu) | Tổng (18–49) | Tổng người xem (triệu) |
| --- | ------------------------------------------------------- | ------------------------- | -------------------- | ----------------- | ----------- | --------------------- | ------------ | ---------------------- |
| 1   | "A High-Pitched Buzz and Training Wheels"               | ngày 24 tháng 9 năm 2018  | 1.7/7                | 10.58             | 1.1         | 3.81                  | 2.8          | 14.40                  |
| 2   | "A Rival Prodigy and Sir Isaac Neutron"                 | ngày 27 tháng 9 năm 2018  | 1.6/7                | 10.21             | 0.9         | 3.42                  | 2.5          | 13.64                  |
| 3   | "A Crisis of Faith and Octopus Aliens"                  | ngày 4 tháng 10 năm 2018  | 1.8/9                | 10.68             | 1.0         | 3.54                  | 2.8          | 14.23                  |
| 4   | "A Financial Secret and Fish Sauce"                     | ngày 11 tháng 10 năm 2018 | 1.8/8                | 11.18             | 0.9         | 3.32                  | 2.7          | 14.51                  |
| 5   | "A Research Study and Czechoslovakian Wedding Pastries" | ngày 18 tháng 10 năm 2018 | 1.7/7                | 11.00             | 0.9         | 3.37                  | 2.6          | 14.37                  |
| 6   | "Seven Deadly Sins and a Small Carl Sagan"              | ngày 25 tháng 10 năm 2018 | 1.7/7                | 10.96             | 0.9         | 3.49                  | 2.6          | 14.46                  |
| 7   | "Carbon Dating and a Stuffed Raccoon"                   | ngày 1 tháng 11 năm 2018  | 1.7/7                | 11.07             | TBD         | TBD                   | TBD          | TBD                    |
| 8   | "An 8-Bit Princess and a Flat Tire Genius"              | ngày 8 tháng 11 năm 2018  | 1.8/7                | 11.00             | TBD         | TBD                   | TBD          | TBD                    |

## Giải thưởng và đề cử
| Năm  | Giải thưởng         | Hạng mục                                                   | Đề cử          | Kết quả   | Chú thích |
| ---- | ------------------- | ---------------------------------------------------------- | -------------- | --------- | --------- |
| 2018 | Young Artist Awards | Best Performance in a TV Series - Supporting Young Actress | Raegan Revord  | Đề cử     |           |
| 2018 | Young Artist Awards | Best Performance in a TV Series - Supporting Teen Actor    | Montana Jordan | Đề cử     |           |
| 2018 | Young Artist Awards | Best Performance in a TV Series - Leading Young Actor      | Iain Armitage  | Đoạt giải |           |
| 2018 | Teen Choice Awards  | Choice Breakout TV Star                                    | Iain Armitage  | Đề cử     |           |